# Женское одиночное фигурное катание
Женское одиночное фигурное катание — дисциплина фигурного катания.

## История
В XIX веке соревнования среди женщин не проводились, и согласно первым Правилам ИСУ 1897 г. участвовать они могли только в соревнованиях пар, состоящих из мужчины и женщины или из двух женщин.
В 1901 году ИСУ, под давлением общественности, в виде исключения позволил участвовать в мужских соревнованиях женщине — англичанке Мэдж Сайерс (англ. Madge Syers-Cave), а с 1906 года стал проводить отдельные чемпионаты мира и среди женщин. В 1906—1907 чемпионкой мира становилась Сайерс, а в 1908—1914 больших достижений добилась венгерская школа, чемпионками становились Лили Кронбергер (Lily Kronberger) и Опика фон Мерай-Хорват (Opika von Meray-Horvath). Основное внимание уделялось многочисленным обязательным фигурам (по 6 на каждой ноге, всего 12), в произвольной программе выполнялись одинарные прыжки, из вращений делались только волчок и вращение стоя.

### После Первой мировой войны
После Первой мировой войны женское одиночное катание возглавила Херма Планк-Сабо (Herma Plank-Szabo) из Австрии, а затем её сменила норвежская фигуристка Соня Хени, она выигрывала все чемпионаты мира, Европы и Олимпиады в 1927—1936 и выполнила первой среди женщин одинарный аксель.
В конце 1930-х годов женщины стали выполнять двойные прыжки, стали более разнообразными вращения. Первой сделала двойной прыжок (сальхов) в 1937 году англичанка Сесилия Колледж (Cecelia Colledge), которая ввела в фигурное катание заклон (layback spin) и вращение в ласточке (camel spin), а также заложила в английской школе традицию создавать преимущество за счёт очень качественных обязательных фигур. С 1936 года в чемпионатах мира стали участвовать французские фигуристки, в том числе легендарная Жаклин Водекран (фр. Jaqueline Vaudecran), ставшая впоследствии великим тренером.
После Второй мировой войны американки и канадки, не остановив на время войны, как европейцы, развитие своих школ (напр., канадка Барбара Энн Скотт первой сделала двойной лутц в 1942), стали соревноваться с европейскими фигуристками на равных. В 1949—1950 чемпионкой мира стала легендарная чехословацкая фигуристка Алена Врзанёва (чеш. Alena Vrzáňová), впервые среди женщин исполнившая двойной аксель. В 1951 за счёт идеальных обязательных фигур чемпионат мира сумела выиграть англичанка Жанетт Альтвегг (Jeanette Altwegg), а в 1952 — представив исключительно гармоничную и оригинальную произвольную программу на музыку Мусоргского и Грига — француженка Жаклин дю Бьеф (Jacqueline du Bief), ученица Ж. Водекран.
Однако затем на долгие годы в женском одиночном катании воцарились американки, лишь иногда уступая представительницам Европы. Вначале Тенли Олбрайт (Tenley Albright), затем Кэрол Хейсс (Carol Heiss, выигрывала в 1956—1960), и целый ряд других, провозглашали чёткий однообразный стандартный стиль — очень высококачественно исполненные технические элементы, гибкость, пластичность, с эффектной хореографией и постановками программ в точном соответствии с правилами, практически всегда исполняемых под популярную классическую музыку, крайне редко исполняя рекордные прыжки или оригинальные новые элементы. Особенно утвердил этот стиль тренер Карло Фасси (Carlo Fassi), его ученицы Пегги Флеминг (Peggy Fleming) и Дороти Хэмилл (Dorothy Hamill) выигрывали Олимпиады 1968 и 1976 соответственно. В 1990-е годы продолжили этот стиль олимпийская чемпионка 1992 Кристи Ямагучи (Kristi Yamaguchi), Мишель Кван (выигрывала чемпионаты мира 1996, 1998, 2000, 2001 и 2003) и др. Причём, когда Олимпиады выигрывали неамериканские фигуристки, ИСУ несколько раз менял систему судейства (летом 1972 года понизил «вес» обязательных фигур, а летом 1980 года изменил систему подсчёта, подсчитывая сумму не оценок, а очков).
В 1959 году фигуристка из Чехословакии Яна Мразкова (Jana Mrazkova) первой среди женщин выполнила тройной прыжок (сальхов), однако на крупных соревнованиях одиночницы по-прежнему выполняли лишь двойные прыжки, лидеры включали двойной аксель.

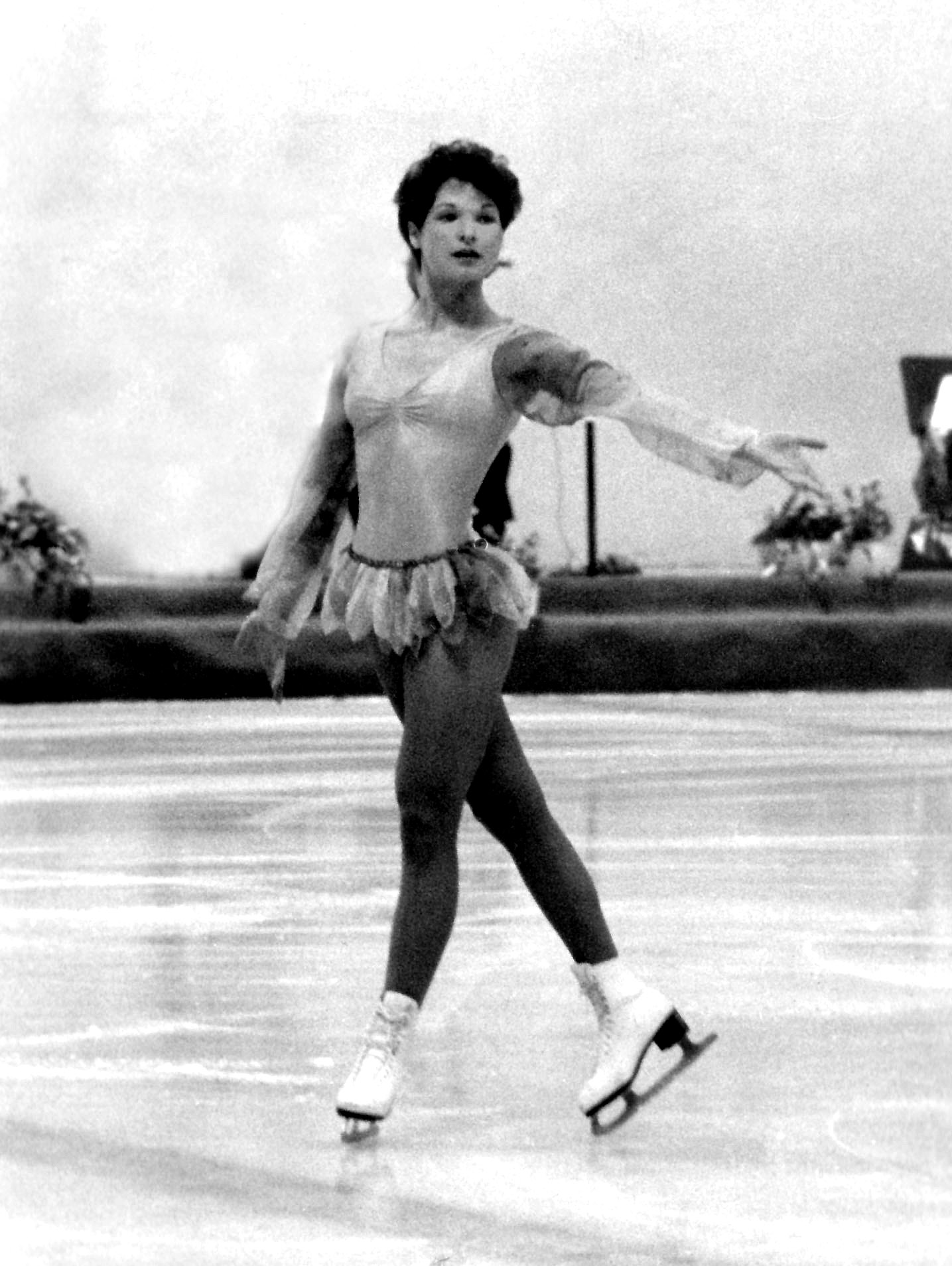
Анетт Пётч в 1979 году

Ещё в 1949 первый чемпионат ГДР среди женских пар выиграли Ютта Зайферт (впоследствии Мюллер) и Ирене Зальцманн, это малоизвестное событие привело затем к появлению двух выдающихся тренеров (Зальцманн перешла в парное катание). Ютта Мюллер утвердила новаторский спортивный атлетичный стиль, в котором, тем не менее, раскрывала и художественные, артистические способности фигуристок. Её ученица (и дочь) Габи Зайферт (Gabriele Seyfert) выигрывала чемпионаты мира в 1969—1970, впервые исполнила тройной риттбергер в 1968, другая ученица Соня Моргенштерн (Sonja Morgenstern) первой чисто сделала на чемпионатах мира тройной прыжок (сальхов) в 1971, Анетт Пётч стала олимпийской чемпионкой в 1980, наконец, вершины в женском одиночном катании достигла Катарина Витт, олимпийская чемпионка 1984 и 1988 гг., с гармоничными программами, идеальными техническими элементами, в высоком стиле. Чемпионкой Европы стала в 1990 и Эвелин Гроссман.

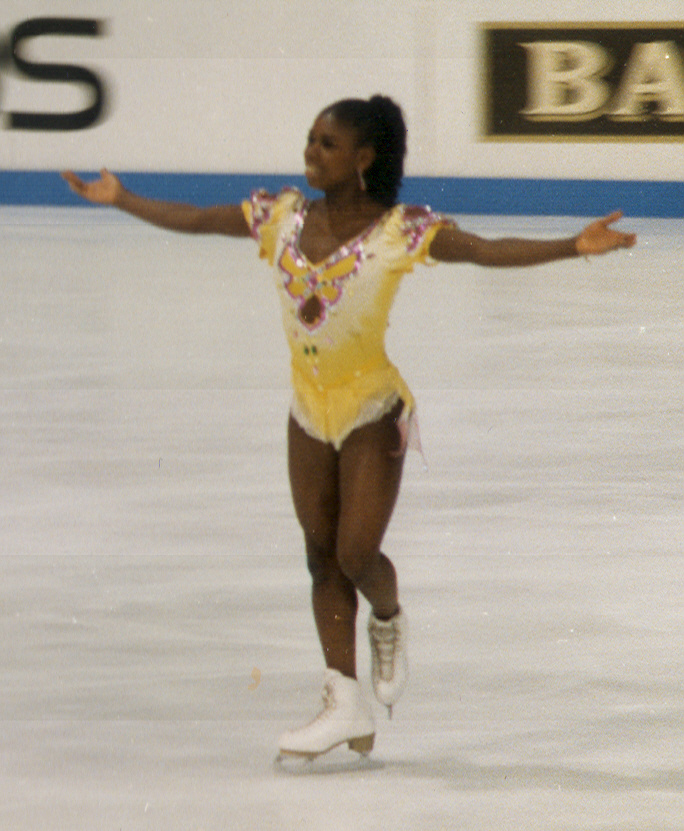
Сурия Бонали в 1992 году

Оставила след в истории француженка Николь Асслер, обладавшая уникальными по технике вращениями (особо — в волчке и стоя), исполнявшая показательный номер на музыку «Рябинушка», практически целиком состоящий из вращений. 5-кратной чемпионкой Европы (1991—1995) стала Сурия Бонали, уделявшая особое внимание рекордно сложным прыжкам и впервые включившая в произвольную программу четверной тулуп и каскад тройной лутц — тройной тулуп (выполнявшиеся с небольшим недокрутом).
Фигуристкой, выполнявшей обязательные фигуры с высочайшим качеством, стала Беатрис Шуба из Австрии, последней получившая оценку выше пяти баллов за фигуры (1972).

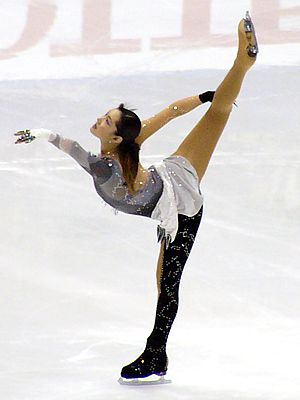
Сидзука Аракава на Этапе серии Гран-При:NHK Trophy в 2004 году

С 1980-х годов японский тренер Матико Ямада уделяла внимание исключительному техническому качеству программ, включала рекордно сложные прыжки. Её ученица Мидори Ито первой среди женщин сделала прыжок в три с половиной оборота аксель (1988), каскад из двух тройных прыжков (тулупов, 1982) и шесть разнообразных прыжков в одной произвольной программе (1989), за что на чемпионате мира 1989 года получила пять оценок 6,0 за технику, став чемпионкой мира. Прыжок в три с половиной оборота выполнили также Юкари Накано (Yukari Nakano) (2002) и Мао Асада (Mao Asada) (2004), последняя первой сделала его в каскаде (с двойным тулупом). Первой исполнила чисто четверной прыжок (сальхов) Мики Андо (2002). Олимпийской чемпионкой в 2006 стала Сидзука Аракава.
Периодически появляются интересные фигуристки и в Канаде. Лучшие вращения в 1982—84 гг. демонстрировала Кей Томсон, она же единственная из всех в эти годы делала тройной лутц.
Швейцарская школа фигурного катания выделяется исключительно техничными вращениями со сложными оригинальными позициями, точной центровкой, огромным количеством оборотов и скоростью вращения. Вращения с захватом ноги исполняла в 1974 Карин Итен (Karin Iten), идеального качества добилась Дениз Бильманн (за что вращение назвали в её честь), отличались также Натали Криг (Nathalie Krieg) и Люсинда Ру (Lucinda Ruh). Бильманн первой исполнила и тройной лутц (1978).
Исключительной эмоциональностью и качеством элементов отличалась украинка Оксана Баюл, исполнившая одну из лучших коротких программ в истории на Олимпиаде-1994.
Выдающаяся российская фигуристка Ирина Слуцкая дважды выиграла чемпионат мира (2002 и 2005) и семь раз чемпионат Европы, первой в мире исполнила каскад тройной лутц — тройной риттбергер (2000), в последние годы, добившись максимально сложных спиралей и вращений, трижды выполняя вращение бильманн в произвольной программе. 
На Олимпийских играх в Сочи (2014) Юлия Липницкая стала первой представительницей России, среди женщин-одиночниц, выигравшей олимпийское золото за всю историю страны. Ранее, Юлия Липницкая стала самой молодой чемпионкой Европы за всю историю женского одиночного катания. А ученица Елены Водорезовой Аделина Сотникова стала первой фигуристкой - одиночницей, выигравшей олимпийское золото в индивидуальных соревнованиях. Так началось доминирование российских одиночниц на международной арене. В течение четырёх сезонов подряд Елизавета Туктамышева, Евгения Медведева и Алина Загитова выигрывали все главные старты сезона: Олимпийские игры, чемпионаты мира, Европы и финалы Гран-при. Загитовой и Медведевой принадлежат рекордные баллы как по системе оценок, действовавшей до сезона 2018/19, так и по текущей системе.

## Структура соревнований
Соревнования по женскому одиночному фигурному катанию в последние годы проходят по следующей схеме: все участники исполняют короткую программу, а 24 лучших по итогам короткой программы затем исполняют произвольную. Если участниц набирается очень много (это обычно бывает на чемпионатах Европы и мира), то для исполнения короткой программы их делят на две большие группы. В «утреннюю» группу попадают слабейшие спортсменки (имеющие наименьший рейтинг ИСУ) и порядок их выступлений определяется простой жеребьевкой. В «вечернюю» попадают участники с более высоким рейтингом, причем последние две разминки обязательно составляют 12 самых высокорейтинговых спортсменок. Для сокращения численности участниц чемпионатов Европы и мира, и как следствие повышения их престижности и зрелищности, с сезона 2012/2013 для участия в чемпионатах фигуристам необходимо набрать определенный технический минимум как в короткой, так и в произвольной программе. В качестве технического минимума может быть засчитан необходимый результат любого международного соревнования, проводящегося под эгидой ИСУ, в предшествующих чемпионату двух сезонах. Технический минимум для короткой и произвольной программы могут быть набраны на разных соревнованиях. Для женского одиночного катания были установлены следующие минимальные оценки за технику: 20 баллов в короткой программе, 36 баллов в произвольной программе для участия в чемпионатах Европы; 26 баллов в короткой программе, 46 баллов в произвольной программе для участия в чемпионатах мира.
Общий результат турнира получается простым сложением баллов, полученных участниками в короткой и произвольной программах.
В прошлом формат соревнований отличался от современного. Существовал квалификационный раунд, во время которого спортсмены исполняли произвольную программу, после чего 30 лучших выходило в короткую программу и затем 24 сильнейших вновь исполняли произвольную.
До 1990 года соревнования одиночников начинались с исполнения обязательных фигур — «школы». Все участники должны были начертить на льду круги, включающие в себя определенные типы поворотов, после каждого исполнения судьи выходили на лед и изучали оставленный участником след. Первоначально оценка за «школу» составляла большу́ю долю итогового результата турнира, однако постепенно под давлением телевидения, считавшего эту часть программы скучной для телезрителя, её удельный вес снижали, пока не отменили совсем.